# Sven-Erik Danielsson
Sven-Erik Danielsson, född 3 februari 1960 i Dala-Järna i Järna församling, Kopparbergs län, är en svensk längdskidåkare  som 1995 vann Vasaloppet. Han är bror till löparen Jonny Danielsson.
Sven-Erik Danielsson tävlade under 1980-talet i världscupen och för svenska landslaget. I olympiska vinterspelen 1980 slutade han på 18:e plats på 15 kilometer, och i olympiska vinterspelen 1984 deltog han återigen i 15 kilometers-loppet där han slutade på en femtondeplats. Konkurrensen om plats i stafettlaget var dock stenhård och Danielsson hamnade utanför det guldvinnande OS-stafettlaget. 
Vid VM 1982 i Oslo körde Danielsson en sträcka för det svenska stafettlaget.  
Nationellt tävlade han för Dala-Järna IK, som vid SM-tävlingar kunde ställa upp med ett stafettlag av världsklass med, förutom Danielsson, namn som Lars Håland, Erik Östlund och Gunde Svan. Han blev svensk mästare i stafett med Dala-Järna IK 1984, 1986, 1989 och 1990.  Danielsson var under många år framgångsrik i Vasaloppet, kom trea 1987, 1989 och 1992, tvåa 1993 och vann 1995, men han deltog aldrig i långloppsvärldscupen.
Danielsson är gift med Lis Frost, som även hon har varit landslagsskidåkare.

### Fotnoter
1. ↑  ”Vasaloppet”. Vasaloppet. Arkiverad från originalet den 3 december 2013. https://web.archive.org/web/20131203033229/http://www.vasaloppet.se/wps/wcm/connect/989fe080449c33e79e4cff27c64f5ec4/segrare_Vasaloppet_sv3bcd.pdf?MOD=AJPERES. Läst 30 november 2013.
2. ↑  ”Sven-Erik Danielsson”. Sveriges olympiska kommitté. Arkiverad från originalet den 3 december 2013. https://web.archive.org/web/20131203035828/http://www.sok.se/5.b17e0a10832cc6a9a800044827.html. Läst 30 november 2013.
3. ↑  ”Längd herrar”. Svenska Skidförbundet. Arkiverad från originalet den 9 mars 2015. https://web.archive.org/web/20150309083750/http://www.skidor.com/Foljoss/Historikochstatistik/Svenskamastare/Langdherrar/. Läst 30 november 2013.
4. ↑  Kvärre, Stellan (17 maj 2017). ”I Vasaloppet kom fullträffen – Svempa och Lis lever i Gruvan”. Sport i Dalarna. Arkiverad från originalet den 24 februari 2024. https://web.archive.org/web/20240224144636/https://www.sportidalarna.se/i-vasaloppet-kom-fulltraffen-svempa-och-lis-lever-i-gruvan/. Läst 24 februari 2024.